# Pista australis
Pista australis är en ringmaskart som beskrevs av Anne D. Hutchings och Glasby 1988. Pista australis ingår i släktet Pista och familjen Terebellidae. Inga underarter finns listade i Catalogue of Life.